# 네온 속으로 노을지다
《네온 속으로 노을지다》는 1995년에 개봉한 대한민국의 영화이다.

## 캐스팅
- 문성근 : 김규환 역
- 채시라 : 이상민 역
- 양금석 : 서지훤 역
- 김의성 : 김원 역
- 김남일
- 류태호
- 이종길
- 방영
- 이병준
- 조현태
- 고동업
- 김애라
- 이지산
- 나기수
- 김병순
- 이미경
- 김덕영
- 맹찬제
- 백종철
- 이소영
- 이소라 (특별출연)
- 이기린 (특별출연)
- 이성진 (특별출연)
- 이병헌 (특별출연)
- 김원준 (특별출연)